# Arnoglossus elongatus
Arnoglossus elongatus är en fiskart som beskrevs av Weber, 1913. Arnoglossus elongatus ingår i släktet Arnoglossus och familjen tungevarsfiskar. Inga underarter finns listade i Catalogue of Life.